# Chollima-standbeeld

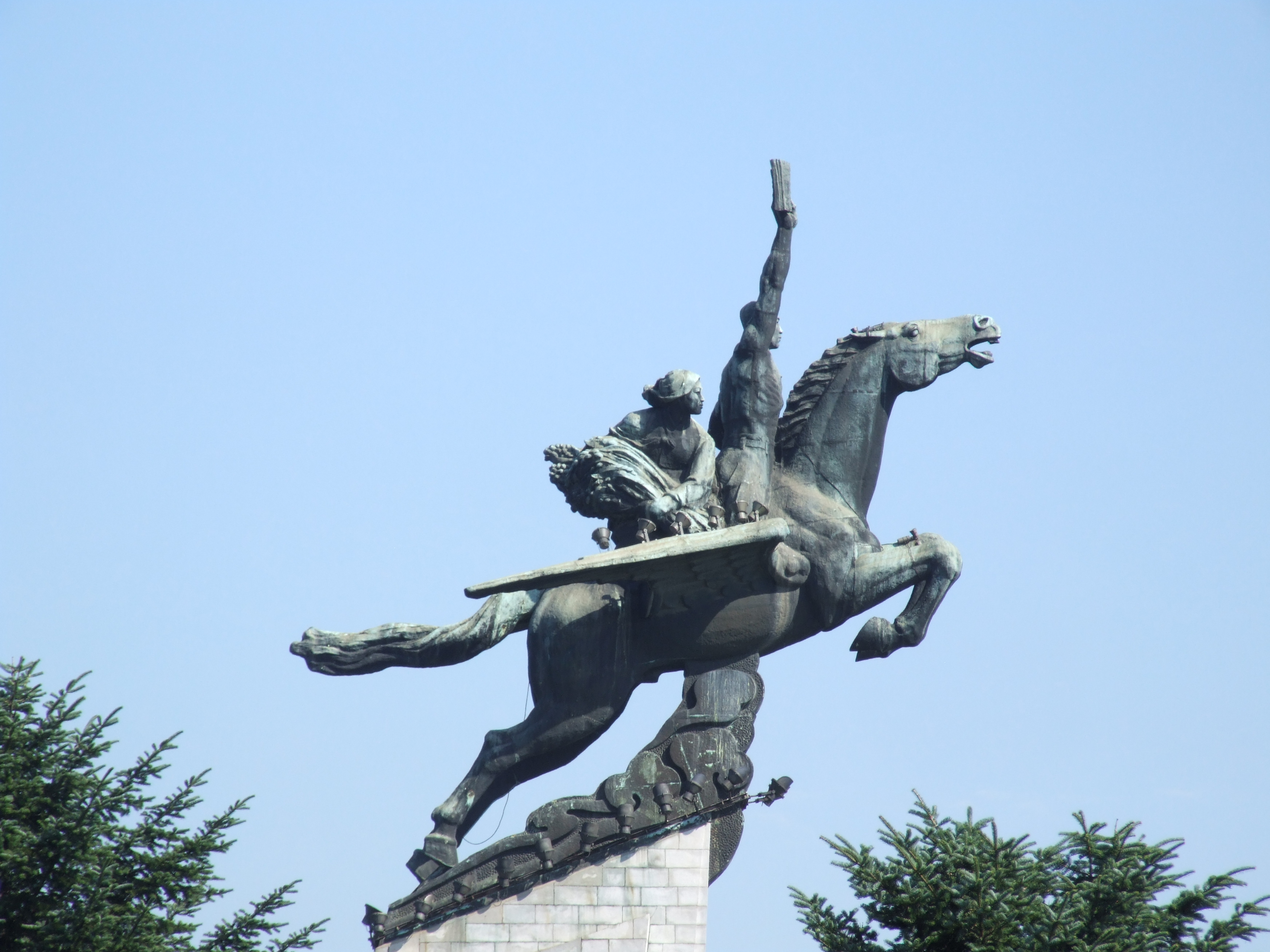
Detail beeld

Het Chollima-standbeeld (Koreaans: 천리마동상, Ch’ŏllima Dongsang) is een monument in Pyongyang, de hoofdstad van Noord-Korea.
Het beeld werd officieel onthuld op 15 april 1961, op de 49e verjaardag van de Noord-Koreaanse leider Kim Il-sung. Het werk is in totaal 46 meter hoog. De sokkel  is van graniet en de top is gemaakt van brons. Het beeld van het gevleugelde paard met berijders is 14 meter hoog en 16 meter lang. De berijders zijn een arbeider die een document van de Centraal Comité van de Koreaanse Arbeiderspartij hoog houdt en een boerin met een bundel rijst onder haar arm. Het beeld staat op de heuvel Mansu in het centrum van de hoofdstad.
Chollima is een paard uit de Koreaanse mythologie dat in staat is om 1000 ri, dat is zo’n 400 kilometer, in een dag af te leggen. Door deze bijzondere snelheid werd de naam ook gebruikt voor de Chollimabeweging. Deze laatste was in 1956 door Kim Il-sung geïnitieerd om de Noord-Koreaanse bevolking aan te sporen om harder te werken voor de heropbouw van het land na de Koreaanse oorlog.